# Sigismund Báthory
Sigismund Báthory, född 1572 och död 27 mars 1613, var en Siebenbürgsk furste. 

## Biografi
Han var son till fursten Kristofer Báthory.
Sigismund efterträdde redan 1581 sin far som furste. Han ställde sig i strid mot landets traditioner på kejsarens sida mot Turkiet, och vann i början stora framgångar och hyllades till och med som överherre av furstarna i Moldau och Valakiet. 1597 avträdde Báthory sitt land till kejsaren mot ersättning på annat håll. han ångrade sig dock snart, återtog styrelsen och nedlade den på nytt, sökte stöd hos turkarna men led 1601 ett avgörande nederlag och drog sig 1602 slutgiltigt tillbaka och levde därefter som kejsarens pensionär i Böhmen.